# Germinal (Wochenzeitung)

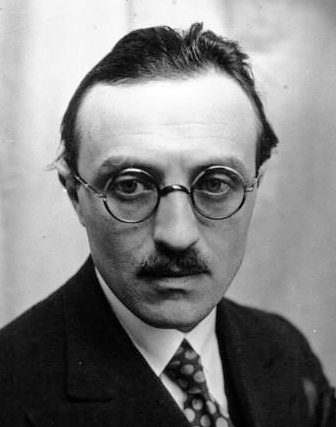
Paul Rives

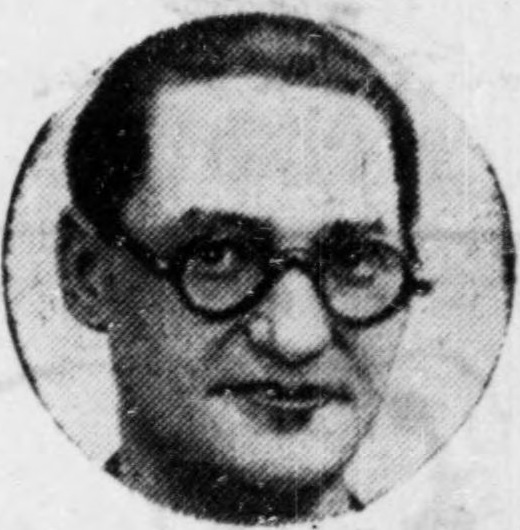
André Chaumet

Germinal war eine französische kollaborationistische Wochenzeitschrift, die vom 28. April bis zum 11. August 1944 erschien und für ein vereintes und sozialistisches Europa unter der Ägide Deutschlands eintrat. Die Zeitung wurde vom Rassemblement national populaire (RNP) von Marcel Déat herausgegeben.

## Geschichte
Im April 1944 unterstützte die deutsche Botschaft in Paris, die 1942 die kollaborationistische, sozialistische und „europäische“ Zeitschrift von Charles Spinasse, Le Rouge et le Bleu, verboten hatte, die Gründung einer gleichgerichteten Publikation. Germinal zielte also darauf ab, einige „linke Kollaborateure“ zu vereinen, die bereits in der Tageszeitung La France socialiste schrieben.
Die erste Ausgabe von Germinal erschien am 28. April 1944 an den Kiosken. Unter dem Titel befand sich das Banner: „Wochenzeitung des französischen sozialistischen Gedankens“. Als Leiter der Zeitung fungierten Paul Rives, ein ehemaliger Abgeordneter der Sozialisten und André Chaumet, ein langjähriger Rechtsradikaler. Chefredakteur war der ehemalige SFIO-Mitarbeiter Claude Jamet.
Das Publikumsinteresse an der Zeitung blieb allerdings verhalten. Sie wurde nach der Befreiung Frankreichs eingestellt.

## Mitarbeiter
Fast alle Redakteure waren ehemalige Mitglieder der SFIO, die der pazifistischen und antikommunistischen Richtung angehörten. Sie schlossen sich 1940 der deutsch-französischen Kollaboration an, waren mit der Ligue de pensée française verbunden oder Mitglieder dieser Organisation. Zu ihnen gehörten: Claude Jamet, Paul Rives, Marcelle Capy, Félicien Challaye, Léon Émery, Francis Delaisi, Ludovic Zoretti, Robert Jospin oder auch Pierre Vaillandet. Albert Paraz, Jean Ajalbert, Maurice Rostand, Pierre Hamp, Gérard de Lacaze-Duthiers und Georges Dumoulin.
Später fand man die meisten dieser Personen in der Parti socialiste démocratique (Demokratische Sozialistische Partei) wieder.